# Oskar Naegeli
Oskar Naegeli (Ermatingen, 25 gennaio 1885 – Friburgo, 16 novembre 1959) è stato un dermatologo e scacchista svizzero.

## Biografia
Ha rappresentato la Svizzera alle Olimpiadi di scacchi del 1927, 1928, 1931 e del 1935, nonché alle Olimpiadi non ufficiali del 1936 a Monaco di Baviera. Ha vinto due volte il Campionato svizzero di scacchi, nel 1910 e nel 1936, perdendo con Ossip Bernstein (1:3) nel '32, e con Salo Flohr (2: 4) nel '33.

Ha partecipato ai tornei internazionali di Berna nel 1932, e di Zurigo nel 1934, entrambi vinti da Alexander Alekhine.

## Attività medica
La sindrome di Sindrome di Naegeli-Franceschetti-Jadassohn fu denominata in onore del maestro di scacchi Oskar Naegeli, fratello del medico Otto Naegeli e prozio dell'artista Harald Naegeli.